# Walkiria Terradura
Walkiria Terradura (Gubbio, 9 de enero de 1924-Roma, 5 de julio de 2023) fue una partisana antifascista italiana que recibió la Medalla de Plata de Valor Militar.

## Biografía
Una de los cinco hijos de Laura Vagnarelli y del abogado y comprometido antifascista Gustavo Terradura. Ella fue testigo del acoso y encarcelamiento de su padre varias veces durante su juventud. Su actitud despectiva hacia el régimen fascista le valió repetidas advertencias en la escuela e interrogatorios en la sede de la policía.
Después de la escuela, Terradura estudió derecho en la Universidad de Perugia. En enero de 1944, cuando agentes de la OVRA allanaron su casa buscando arrestar a su padre, ella lo escondió y posteriormente huyeron al Monti del Burano para unirse a formaciones partisanas en esa área.

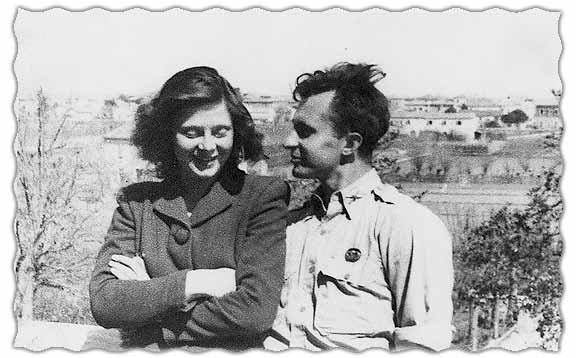
Terradura con Alfonso Thiele en 1945.

Se unieron a las Brigadas Garibaldi que operaban en la provincia de Pesaro y Urbino, específicamente el quinto batallón, bajo el comandante Samuele Panichi. Su hermana Lionella se unió al mismo grupo. La única mujer en un escuadrón de seis, que tomó el nombre de Settebello, Terradura fue votada como líder del escuadrón. Terradura se especializó en minas y explosivos, realizando operaciones para destruir puentes para obstaculizar los movimientos de los ejércitos nazis alemanes y fascistas italianos. Hubo ocho órdenes de arresto diferentes contra ella, pero nunca fue capturada.
Durante la guerra, Terradura conoció a un capitán de la Oficina de Servicios Estratégicos, Alfonso Thiele, con quien se casó y vivió brevemente en los Estados Unidos después de la guerra, antes de regresar a Italia. Permaneció activa en política y en la organización de veteranos, la Asociación Nacional de Partisanos Italianos.

## Reconocimientos
Por decreto presidencial del 26 de junio de 1970, la cita de Terradura para el valor militar señala:

Una mujer con un espíritu fuerte y generoso, se unió a las formaciones partisanas en su región a pesar de su corta edad, trayendo entusiasmo y confianza. En muchos meses de lucha, participó en numerosas acciones contra el adversario bien equipado, mostrando habilidades poco comunes de coraje e iniciativa. Después de lograr volar un puente de carretera con el escuadrón que ella ordenó, notando la llegada de una unidad enemiga, ajena al mayor desequilibrio de fuerzas, con un solo seguidor atacó al enemigo con granadas de mano, infligiendo grandes pérdidas, causando que huyeran y recuperando vehículos y armas abandonados. Un ejemplo convincente de determinación, coraje y noble espíritu patriótico.
Marche 4 de octubre de 1943 - 27 de agosto de 1944